# El Pla de la Vall-llonga
El Pla de la Vall-llonga és una entitat singular de població i nucli de població del municipi d'Alacant (País Valencià). Està situat a l'oest del terme municipal d'Alacant al límit amb el d'Elx. El seu nucli de població principal és lo Geperut. Conté un dels polígons industrials més grans i antics d'Alacant, fundat el 1962.